# صخر بن نهشل
صخر بن نهشل بن دارم بن مالك بن حنظلة بن مالك التميمي (190 ق هـ - 100 ق هـ / 437م - 525م) جد وفارس جاهلي مشهور من حكماء العرب وأشرافهم في العصر الجاهلي وكان سيد بني حنظلة من بني تميم وقائدهم ورئيسهم في زمانه، قال المفضل الضبي: «كان مرباع بني حنظلة في الجاهلية لصخر بن نهشل في زمانه». ومن أحفاده القائد المشهور في بداية العصر العباسي خازم بن خزيمة التميمي وإبنيه خزيمة بن خازم وعبد الله بن خازم والقائد نضلة بن نعيم التميمي.

## أخباره
ذكر أهل الأخبار أن صخر بن نهشل كان رئيساً، شجاعاً، سيداً، مطاعاً في قومه بنو حنظلة بن مالك بن زيد مناة بن تميم وأتاه ملك كندة الحارث بن أكل المرار الكندي وقال له يا صخر: هل أدلك على غنيمة على أن يكون لي خمسها إن ظفرت بها ؟ فقال له صخر: نعم لك ذلك، فدله الحارث بن أكل المرار على قومٍ من أهل اليمن، فجمع صخر بن نهشل قومه بنو حنظلة وأغار بهم على هؤلاء القوم وأخذهم وظفر بهم، وملأ يديه وأيدي أصحابه من الغنائم والأنعام، فجاء إليه الحارث بن أكل المرار بعد ظفره وقال له «أنجز حر ما وعد» فصارت مثلاً، ووفى له صخر بن نهشل فعزل له خمس الغنائم وأعطاه إياه ولذلك يُعد صخر بن نهشل أحد أوفياء العرب في الجاهلية.